# Mesure conservatoire de protection (droit international)
Pour un article plus général, voir Mesure conservatoire.
Une mesure conservatoire de protection est le terme utilisé par la Cour internationale de justice (CIJ, Cour mondiale) pour décrire une procédure « à peu près équivalente » à une ordonnance provisoire (en) (qui peut être soit une ordonnance de restriction temporaire, soit une ordonnance de directive temporaire) dans les systèmes juridiques nationaux. L'ordonnance est également qualifiée de mesures préliminaires dans la presse,. L'exécution de la procédure est appelée indication de la mesure de protection provisoire. Les demandes d'indication de mesures de protection provisoires ont la priorité sur toutes les autres affaires devant la CIJ en raison de leur urgence.

## Histoire
En juillet 2018, la CIJ avait traité 36 demandes d'indication de mesures conservatoires (ce nombre ne comprend pas les multiples versions simultanées d'affaires presque identiques ; il compte les affaires de « légalité de l'emploi de la force » une fois au lieu de dix, mais il comprend les multiples demandes survenant à différents moments de la même affaire en comptant deux fois l'affaire Avena (en) de 2004). En 1989, ce nombre était de douze.
Parmi les parties concernées figurent l'Iran, le Pakistan, les États-Unis, le Nicaragua, le Burkina Faso et le Mali.
Le 13 août 2008, pendant la seconde guerre d'Ossétie du Sud, la Géorgie présente une demande d'indication de mesures conservatoires. La demande est approuvée par 8 voix contre 7.
En janvier 2020, la Gambie obtient de la CIJ qu'elle ordonne des mesures préliminaires à l'encontre de la Birmanie « pour qu'elle prenne des mesures urgentes afin de protéger sa population musulmane Rohingya des persécutions et des atrocités, et qu'elle préserve les preuves des crimes présumés commis à son encontre » dans le cadre de l'application de la Convention sur le génocide de 1948. L'injonction avait été enregistrée auprès de la Cour quelque 60 jours auparavant. La Cour, composée de 17 membres, rend une décision unanime. L'arrêt définitif pourrait prendre des années avant d'être rendu, bien que l'ordonnance de mesures préliminaires ait demandé au gouvernement de la Birmanie de faire état de sa conformité dans un délai de quatre mois.